# Legion of the Damned
Legion of the Damned est un groupe de thrash metal néerlandais, originaire de Geldrop. Le groupe est formé en 2004 à la suite de la disparition du groupe Occult, et du départ de l'ancienne chanteuse Rachel Heyzer. Lyriquement, le groupe tend à se concentrer sur des motifs d'horreur, occulte sombre, les thèmes religieux et les événements apocalyptiques. Ils enregistrent leurs albums Malevolent Rapture et Sons of the Jackal dans le célèbre Stage One Studio avec le producteur Andy Classen.

## Biographie

### Débuts sous Occult (1992–2004)
Le groupe est initialement formé sous le nom d'Occult en 1992. Il est composé de Maurice « Sephiroth » Swinkels (chant ; batteur du groupe Bestial Summoning), Leon Pennings (guitare), Sjors Tuithof (basse) et Erik Fleuren (batterie). À ses débuts, le groupe joue un mélange de black et thrash metal, qui deviendra une caractéristique de la scène black metal norvégienne et suédoise à la fin des années 1990. En 1992, le groupe participe au Black Flame Festival à Esloo auquel ils reprennent des chansons de groupes comme notamment Acheron, Sathanas et Samael. Pour  sa deuxième démo, Occul obtient un contrat avec le label indépendant néerlandais Foundation 2000.
En 1994, ils publient leur premier album studio, Prepare to Meet thy Doom, qui ressemble fortement au black metal norvégien du début des années 1990. L'album fait participer pour la première fois le guitariste Richard Ebisch et la chanteuse Rachel Heyzer. Dans la même année, Occult tourne en Europe avec Marduk et Immortal. Ils jouent ensuite avec Cradle of Filth, Ancient Rites et Desaster. En 1995 sort The Enemy Within, produit par Harris Johns aux studios Music Labs de Berlin. L'album, contrairement à ses prédécesseurs, est axé death metal. En 1997, ils jouent au Dynamo Open Air. En 1998, Occult décide de se séparer de son label et de signer avec le label Massacre Records auquel ils publient l'album Of Flesh and Blood en 1999. Peu après, le groupe voit arriver Sjors Tuithof, et partir les deux membres fondateurs Twan Fleuren et Leon Pennings. À la fin de 1999, le groupe joue une tournée spéciale Noël avec Morbid Angel, Gorgoroth, Amon Amarth et Krisiun. 
En 2000, ils produisent un CD promotionnel publié par le label Painkiller Records. L'année suivante, en 2001, sort l'album Rage to Revenge. Après leur tournée spéciale Noël en 2003 avec Kataklysm, Onslaught, Exodus, Unleashed et Behemoth, Occult change de nom pour Legion of the Damned.

### Malevolent Rapture(2004–2006)

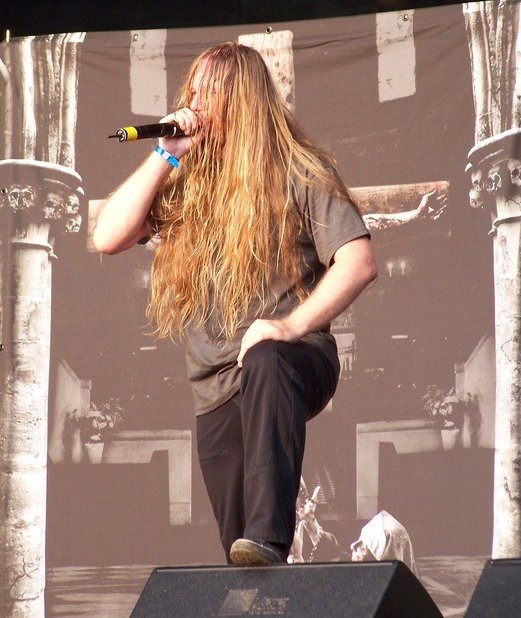
Maurice Swinkels au Metalcamp en 2009.

Le groupe est désormais rebaptisé Legion of the Damned au début de 2004. Cependant, Legion of the Damned devient rejeté et ignoré par les fans et la presse spécialisée depuis le départ de la chanteuse Rachel Heyzers. Maurice Swinkels sera considéré comme le « nouveau chanteur » longtemps après le départ de Heyzers, et ne sera jamais pleinement accepté. Cependant, le changement de nom du groupe change la donne.
En 2006, le groupe publie l'album Malevolent Rapture, son premier sous Legion of the Damned, qui est très apprécié de la presse spécialisée. L'album est produit par Andy Classen, et publié sous le label Massacre Records. Les enregistrements de l'album débutaient en 2005, et pour certaines chansons, bien avant le changement de nom. Pour Swinkels, « On ne peut pas comparer les albums d'Occult et ses productions, avec ce qu'on a réalisé avec Andy Classen. » Ils effectuent ensuite une tournée jouant avec Destruction aux Pays-Bas, et dans des festivals comme le Summer Breeze et le Wacken Open Air. En avril 2006, le bassiste Twan Fleuren quitte le groupe, et est remplacé par Harold Gielen.

### DeSons of the JackalàCult of the Dead(2007–2008)
Le deuxième album Sons of the Jackal, également produit par Andy Classen, est publié le 5 janvier 2007, L'album se classe 54e des  classements allemands. Cette même année, le groupe part en tournée avec notamment Kreator et Celtic Frost tournée en Europe.
Feel the Blade, leur troisième album, est publié le 4 janvier 2008. Cet album suit les traces de Elegy for the Weak d'Occult. L'édition limitée comprend deux nouvelles chansons, une reprise de Pestilence et un DVD bonus. Il se vend à seulement 2 000 exemplaires. L'album atteint la 70e place des classements allemands, et la 64e place des classements autrichiens.
En fin d'année, le groupe publie Cult of the Dead, le 19 décembre 2008, le troisième album du groupe. Cet album est produit par Andy Classen, et les enregistrements se sont faits en septembre 2008. Il est précédé d'une vidéo de la chanson-titre, Cult of the Dead, publiée le 15 décembre 2008. L'album atteint la 60e place des classements allemands. Au Metal Hammer de janvier 2009, Cult of the Dead est nommé album du mois. Le magazine allemand Rock Hard loue également l'album.

### Descent into ChaosetRavenous Plague(depuis 2010)

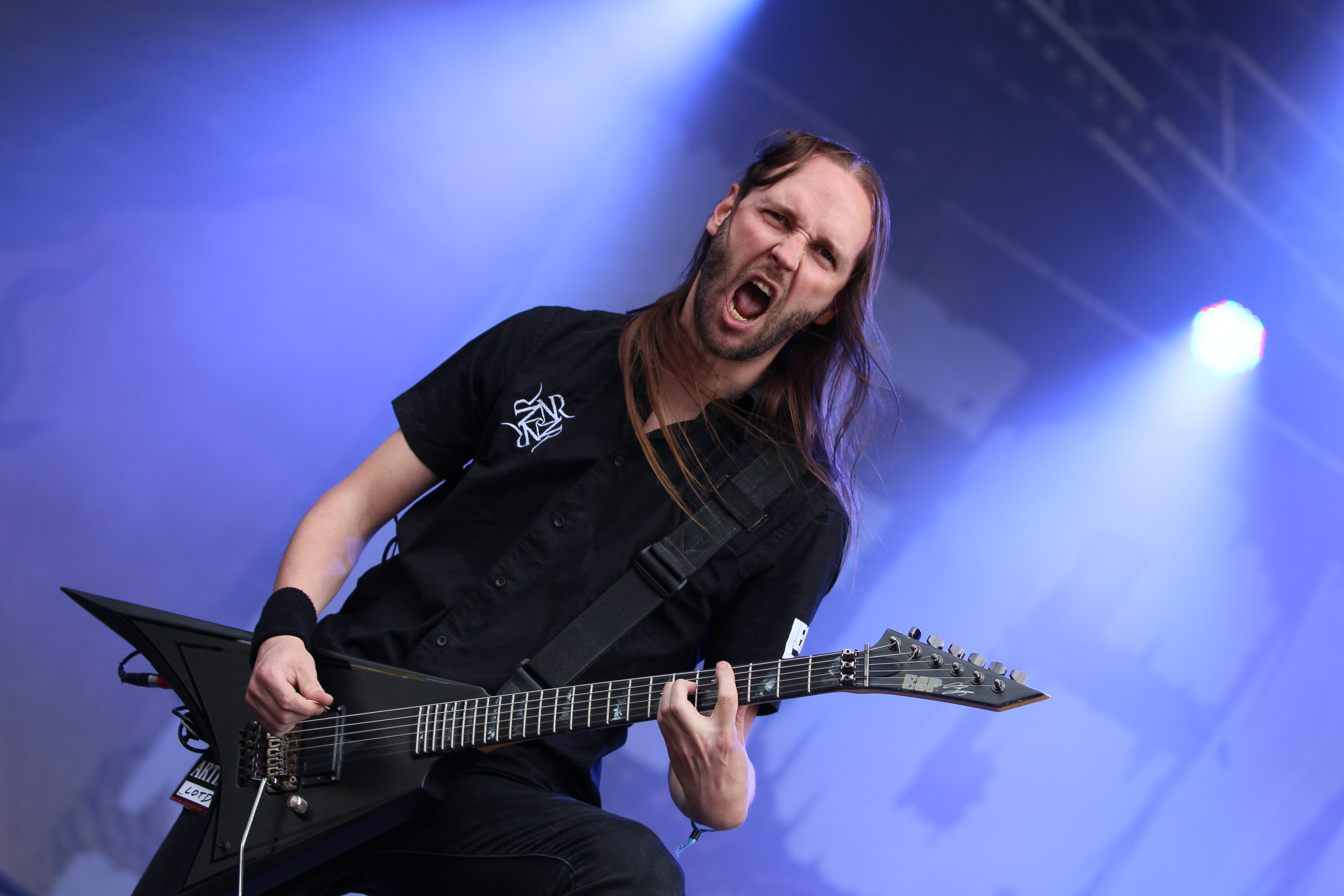
Twan van Geel au Rockharz Open Air, en 2014.

Le premier DVD live, Slaughtering…, du groupe est publié le 23 avril 2010. Il devait comprendre leur participation au Slaughtering Party.San en 2008. Cependant, en raison de problèmes avec cette performance, le groupe décide plus tard, d'inclure leur performance au Summer Breeze en 2009. Les enregistrements du Party.San 2008 et du Thrash Assault Festival 2008 sont inclus dans le DVD, ainsi que divers documents d'information et des clips vidéo,.
L'album Descent into Chaos est publié le 7 janvier 2011. Il n'est, cette fois, pas produit par Andy Classen, mais par Peter Tägtgren au studio Abyss. Descent into Chaos est publié en version standard, et une version alternative en format digipack accompagnée d'un DVD. Cette version inclut de nouvelles chansons en bonus.
En avril 2011, le guitariste Richard Ebisch annonce brutalement son départ du groupe pour des raisons de santé. Aucun remplaçant n'est encore trouvé, mais le groupe ne compte pas annuler les performances à venir. Environ trois semaines après, Twan van Geel est nommé comme son successeur. Van Geel est ami avec Swinkels depuis des années. Le 21 mai 2011, le groupe annonce le suicide de leur ancien bassiste et ami Twan Fleuren,.
En 2014, le groupe publie son nouvel album, Ravenous Plague.

## Membres

### Membres actuels
- Erik Fleuren - batterie (depuis 2005)
- Maurice Swinkels - chant (depuis 2005)
- Harold Gielen - basse (depuis 2007)
- Twan van Geel -guitare (depuis 2011)

### Anciens membres
- Rachel Heyzer - chant (Occult)
- Leon Pennings - guitare (Occult)
- Sjors Tuithof - basse (Occult)
- Twan Fleuren - basse (2005-2006 ; décédé en 2011)
- Richard Ebisch - guitare (2005-2011)

## Discographie

### Albums studio
- 1994 : Prepare to Meet thy Doom (sous Occult)
- 1996 : The Enemy Within (sous Occult)
- 1999 : Of Flesh and Blood (sous Occult)
- 2001 : Rage to Revenge (sous Occult)
- 2003 : Elegy for the Weak (sous Occult)

- 2006 : Malevolent Rapture
- 2007 : Sons of the Jackal
- 2008 : Feel the Blade
- 2008 : Cult of the Dead
- 2011 : Descent Into Chaos
- 2014 : Ravenous Plague
- 2019 : Slaves Of The Shadow Realm

### Démos
- 1992 : Live Demo (sous Occult)
- 1993 : Livedemo II (sous Occult)
- 1993 : Studiodemo (sous Occult)
- 1997 : Promo '97 (sous Occult)
- 1998 : Promo '98 (sous Occult)
- 2000 : Demo 2000 (sous Occult)

### Compilations
- 2004 : Occult (sous Occult)
- 2009 : Full of Hate
- 2016 : 1992-1993 (sous Occult)

### Splits
- 2013 : Imperial Anthems Vol. 11
- 2013 : Party.San Metal Open Air - Hell Is Here-Sampler
- 2013 : Kreator / Legion of the Damned